# Tour de France 2016
103. edycja wyścigu kolarskiego Tour de France odbyła się w dniach 2 – 24 lipca 2016 roku. Liczyła dwadzieścia jeden etapów o łącznym dystansie 3529 km. Wyścig ten zaliczany jest do rankingu światowego UCI World Tour 2016.

## Etapy
| Etap | Data   | Start – Meta                                    | type                       | Dystans (km) | Zwycięzca etapu   | Lider             |
| ---- | ------ | ----------------------------------------------- | -------------------------- | ------------ | ----------------- | ----------------- |
| 1    | 2 lip  | Mont-Saint-Michel – Plaża Utah                  | płaski                     | 188          | Mark Cavendish    | Mark Cavendish    |
| 2    | 3 lip  | Saint-Lô – Cherbourg-en-Cotentin                | pagórkowaty                | 183          | Peter Sagan       | Peter Sagan       |
| 3    | 4 lip  | Granville – Angers                              | płaski                     | 223,5        | Mark Cavendish    | Peter Sagan       |
| 4    | 5 lip  | Saumur – Limoges                                | płaski                     | 237,5        | Marcel Kittel     | Peter Sagan       |
| 5    | 6 lip  | Limoges – Le Lioran                             | górzysty                   | 216          | Greg Van Avermaet | Greg Van Avermaet |
| 6    | 7 lip  | Arpajon-sur-Cère – Montauban                    | płaski                     | 190,5        | Mark Cavendish    | Greg Van Avermaet |
| 7    | 8 lip  | L'Isle-Jourdain – Lac de Payolle                | górski                     | 162,5        | Steve Cummings    | Greg Van Avermaet |
| 8    | 9 lip  | Pau – Bagnères-de-Luchon                        | górski                     | 184          | Chris Froome      | Chris Froome      |
| 9    | 10 lip | Vielha e Mijaran – Ordino-Arcalís               | górski                     | 184,5        | Tom Dumoulin      | Chris Froome      |
| 10   | 12 lip | Escaldes-Engordany – Revel                      | górzysty                   | 197          | Michael Matthews  | Chris Froome      |
| 11   | 13 lip | Carcassonne – Montpellier                       | płaski                     | 162,5        | Peter Sagan       | Chris Froome      |
| 12   | 14 lip | Montpellier – Chalet Reynard                    | górski                     | 178          | Thomas De Gendt   | Chris Froome      |
| 13   | 15 lip | Bourg-Saint-Andéol – Grotte Chauvet 2 - Ardèche | jazda indywidualna na czas | 37,5         | Tom Dumoulin      | Chris Froome      |
| 14   | 16 lip | Montélimar – Villars-les-Dombes                 | płaski                     | 208,5        | Mark Cavendish    | Chris Froome      |
| 15   | 17 lip | Bourg-en-Bresse – Culoz                         | górski                     | 160          | Jarlinson Pantano | Chris Froome      |
| 16   | 18 lip | Moirans-en-Montagne – Berno                     | pagórkowaty                | 209          | Peter Sagan       | Chris Froome      |
| 17   | 20 lip | Berno – Finhaut                                 | górski                     | 184,5        | Ilnur Zakarin     | Chris Froome      |
| 18   | 21 lip | Sallanches – Megève                             | jazda indywidualna na czas | 17           | Chris Froome      | Chris Froome      |
| 19   | 22 lip | Albertville – Saint-Gervais-les-Bains           | górski                     | 146          | Romain Bardet     | Chris Froome      |
| 20   | 23 lip | Megève – Morzine                                | górski                     | 146,5        | Ion Izagirre      | Chris Froome      |
| 21   | 24 lip | Chantilly – Paryż                               | płaski                     | 113          | André Greipel     | Chris Froome      |

## Uczestnicy
Na starcie tego wieloetapowego wyścigu stanęły 22 zawodowe ekipy, 18 drużyn jeżdżących w UCI World Tour 2016 i 4 profesjonalne zespoły zaproszone przez organizatorów z tzw. „dziką kartą”.
Lista drużyn uczestniczących w wyścigu:
| Numery  | Kod | Drużyna             |
| ------- | --- | ------------------- |
| 1-9     | SKY | Team Sky            |
| 11-19   | MOV | Movistar Team       |
| 21-29   | AST | Pro Team Astana     |
| 31-39   | TNK | Tinkoff             |
| 41-49   | ALM | Ag2r-La Mondiale    |
| 51-59   | TLJ | Team LottoNL-Jumbo  |
| 61-69   | TFS | Trek-Segafredo      |
| 71-79   | IAM | IAM Cycling         |
| 81-89   | CDT | Cannondale–Drapac   |
| 91-99   | BMC | BMC Racing Team     |
| 101-109 | DDD | Team Dimension Data |

| Numery  | Kod | Drużyna                |
| ------- | --- | ---------------------- |
| 111-119 | GIA | Team Giant-Alpecin     |
| 121-129 | FDJ | FDJ                    |
| 131-139 | BOA | Bora-Argon 18          |
| 141-149 | KAT | Team Katusha           |
| 151-159 | LAM | Lampre-Merida          |
| 161-169 | LTS | Lotto Soudal           |
| 171-179 | DEN | Direct Énergie         |
| 181-189 | EQS | Etixx-Quick Step       |
| 191-199 | COF | Cofidis                |
| 201-209 | OBE | Orica–BikeExchange     |
| 211-219 | FVC | Fortuneo-Vital Concept |

## Wyniki etapów

### Etap 1 – 02.07: Mont-Saint-Michel > Plaża Utah, 188 km
| Poz. | Zawodnik         | Zespół | Czas       |
| ---- | ---------------- | ------ | ---------- |
| 1.   | Mark Cavendish   | DDD    | 4h 14' 05" |
| 2.   | Marcel Kittel    | EQS    | + 0"       |
| 3.   | Peter Sagan      | TNK    | + 0"       |
|      |                  |        |            |
| 97.  | Maciej Bodnar    | TNK    | + 0"       |
| 124. | Bartosz Huzarski | BOA    | + 0"       |
| 190. | Rafał Majka      | TNK    | + 2' 48"   |

| Poz. | Zawodnik         | Zespół | Czas       |
| ---- | ---------------- | ------ | ---------- |
| 1.   | Mark Cavendish   | DDD    | 4h 13' 55" |
| 2.   | Marcel Kittel    | EQS    | + 4"       |
| 3.   | Peter Sagan      | TNK    | + 6"       |
|      |                  |        |            |
| 97.  | Maciej Bodnar    | TNK    | + 10"      |
| 124. | Bartosz Huzarski | BOA    | + 10"      |
| 192. | Rafał Majka      | TNK    | + 2' 58"   |

### Etap 2 – 03.07: Saint-Lô > Cherbourg-en-Cotentin, 183 km
| Poz. | Zawodnik           | Zespół | Czas       |
| ---- | ------------------ | ------ | ---------- |
| 1.   | Peter Sagan        | TNK    | 4h 20' 51" |
| 2.   | Julian Alaphilippe | EQS    | + 0"       |
| 3.   | Alejandro Valverde | MOV    | + 0"       |
|      |                    |        |            |
| 161. | Bartosz Huzarski   | BOA    | + 6' 51"   |
| 165. | Maciej Bodnar      | TNK    | + 6' 51"   |
| 167. | Rafał Majka        | TNK    | + 6' 51"   |

| Poz. | Zawodnik           | Zespół | Czas       |
| ---- | ------------------ | ------ | ---------- |
| 1.   | Peter Sagan        | TNK    | 8h 34' 42" |
| 2.   | Julian Alaphilippe | EQS    | + 8"       |
| 3.   | Alejandro Valverde | MOV    | + 10"      |
|      |                    |        |            |
| 150. | Maciej Bodnar      | TNK    | + 7' 05"   |
| 154. | Bartosz Huzarski   | BOA    | + 7' 05"   |
| 188. | Rafał Majka        | TNK    | + 9' 53"   |

### Etap 3 – 04.07: Granville – Angers, 223,5 km
| Poz. | Zawodnik         | Zespół | Czas       |
| ---- | ---------------- | ------ | ---------- |
| 1.   | Mark Cavendish   | DDD    | 5h 59' 54" |
| 2.   | André Greipel    | LTS    | + 0"       |
| 3.   | Bryan Coquard    | DEN    | + 0"       |
|      |                  |        |            |
| 94.  | Maciej Bodnar    | TNK    | + 0"       |
| 138. | Bartosz Huzarski | BOA    | + 31"      |
| 171. | Rafał Majka      | TNK    | + 1' 26"   |

| Poz. | Zawodnik           | Zespół | Czas        |
| ---- | ------------------ | ------ | ----------- |
| 1.   | Peter Sagan        | TNK    | 14h 34' 36" |
| 2.   | Julian Alaphilippe | EQS    | + 8"        |
| 3.   | Alejandro Valverde | MOV    | + 10"       |
|      |                    |        |             |
| 140. | Maciej Bodnar      | TNK    | + 7' 05"    |
| 147. | Bartosz Huzarski   | BOA    | + 7' 36"    |
| 189. | Rafał Majka        | TNK    | + 11' 19"   |

### Etap 4 – 05.07: Saumur – Limoges, 237,5 km
| Poz. | Zawodnik         | Zespół | Czas       |
| ---- | ---------------- | ------ | ---------- |
| 1.   | Marcel Kittel    | EQS    | 5h 28' 30" |
| 2.   | Bryan Coquard    | DEN    | + 0"       |
| 3.   | Peter Sagan      | TNK    | + 0"       |
|      |                  |        |            |
| 106. | Bartosz Huzarski | BOA    | + 0"       |
| 181. | Rafał Majka      | TNK    | + 6' 28"   |
| 182. | Maciej Bodnar    | TNK    | + 6' 28"   |

| Poz. | Zawodnik           | Zespół | Czas        |
| ---- | ------------------ | ------ | ----------- |
| 1.   | Peter Sagan        | TNK    | 20h 03' 02" |
| 2.   | Julian Alaphilippe | EQS    | + 12"       |
| 3.   | Alejandro Valverde | MOV    | + 14"       |
|      |                    |        |             |
| 129. | Bartosz Huzarski   | BOA    | + 7' 40"    |
| 173. | Maciej Bodnar      | TNK    | + 13' 37"   |
| 194. | Rafał Majka        | TNK    | + 17' 51"   |

### Etap 5 – 06.07: Limoges – Le Lioran, 216 km
| Poz. | Zawodnik          | Zespół | Czas       |
| ---- | ----------------- | ------ | ---------- |
| 1.   | Greg Van Avermaet | BMC    | 5h 31' 36" |
| 2.   | Thomas De Gendt   | LTS    | + 2' 34"   |
| 3.   | Rafał Majka       | TNK    | + 5' 04"   |
|      |                   |        |            |
| 6.   | Bartosz Huzarski  | BOA    | + 5' 07"   |
| 158. | Maciej Bodnar     | TNK    | + 25' 14"  |

| Poz. | Zawodnik           | Zespół | Czas        |
| ---- | ------------------ | ------ | ----------- |
| 1.   | Greg Van Avermaet  | BMC    | 25h 34' 46" |
| 2.   | Julian Alaphilippe | EQS    | + 5' 11"    |
| 3.   | Alejandro Valverde | MOV    | + 5' 13"    |
|      |                    |        |             |
| 44.  | Bartosz Huzarski   | BOA    | + 12' 39"   |
| 73.  | Rafał Majka        | TNK    | + 22' 43"   |
| 178. | Maciej Bodnar      | TNK    | + 38' 43"   |

### Etap 6 – 07.07: Arpajon-sur-Cère – Montauban, 190,5 km
| Poz. | Zawodnik         | Zespół | Czas       |
| ---- | ---------------- | ------ | ---------- |
| 1.   | Mark Cavendish   | DDD    | 4h 43' 48" |
| 2.   | Marcel Kittel    | EQS    | + 0"       |
| 3.   | Daniel McLay     | FVC    | + 0"       |
|      |                  |        |            |
| 164. | Bartosz Huzarski | BOA    | + 57"      |
| 178. | Maciej Bodnar    | TNK    | + 1' 25"   |
| 186. | Rafał Majka      | TNK    | + 1' 38"   |

| Poz. | Zawodnik           | Zespół | Czas        |
| ---- | ------------------ | ------ | ----------- |
| 1.   | Greg Van Avermaet  | BMC    | 30h 18' 38" |
| 2.   | Julian Alaphilippe | EQS    | + 5' 11"    |
| 3.   | Alejandro Valverde | MOV    | + 5' 13"    |
|      |                    |        |             |
| 46.  | Bartosz Huzarski   | BOA    | + 13' 32"   |
| 78.  | Rafał Majka        | TNK    | + 24' 17"   |
| 176. | Maciej Bodnar      | TNK    | + 40' 04"   |

### Etap 7 – 08.07: L’Isle-Jourdain – Lac de Payolle, 162,5 km
| Poz. | Zawodnik         | Zespół | Czas       |
| ---- | ---------------- | ------ | ---------- |
| 1.   | Steve Cummings   | DDD    | 3h 48' 09" |
| 2.   | Daryl Impey      | OBE    | + 1' 04"   |
| 3.   | Daniel Navarro   | COF    | + 1' 04"   |
|      |                  |        |            |
| 53.  | Rafał Majka      | TNK    | + 4' 58"   |
| 137. | Bartosz Huzarski | BOA    | + 17' 25"  |
| 193. | Maciej Bodnar    | TNK    | + 20' 09"  |

| Poz. | Zawodnik           | Zespół | Czas        |
| ---- | ------------------ | ------ | ----------- |
| 1.   | Greg Van Avermaet  | BMC    | 34h 09' 44" |
| 2.   | Adam Yates         | OBE    | + 5' 50"    |
| 3.   | Julian Alaphilippe | EQS    | + 5' 51"    |
|      |                    |        |             |
| 65.  | Rafał Majka        | TNK    | + 26' 18"   |
| 67.  | Bartosz Huzarski   | BOA    | + 28' 06"   |
| 188. | Maciej Bodnar      | TNK    | + 57' 16"   |

### Etap 8 – 09.07: Pau – Bagnères-de-Luchon, 184 km
| Poz. | Zawodnik          | Zespół | Czas       |
| ---- | ----------------- | ------ | ---------- |
| 1.   | Chris Froome      | SKY    | 4h 57' 33" |
| 2.   | Daniel Martin     | EQS    | + 13"      |
| 3.   | Joaquim Rodríguez | KAT    | + 13"      |
|      |                   |        |            |
| 37.  | Rafał Majka       | TNK    | + 11' 26"  |
| 42.  | Bartosz Huzarski  | BOA    | + 13' 25"  |
| 123. | Maciej Bodnar     | TNK    | + 34' 43"  |

| Poz. | Zawodnik          | Zespół | Czas         |
| ---- | ----------------- | ------ | ------------ |
| 1.   | Chris Froome      | SKY    | 39h 13' 04"  |
| 2.   | Adam Yates        | OBE    | + 16"        |
| 3.   | Joaquim Rodríguez | KAT    | + 16"        |
|      |                   |        |              |
| 50.  | Rafał Majka       | TNK    | + 31' 57"    |
| 57.  | Bartosz Huzarski  | BOA    | + 35' 58"    |
| 181. | Maciej Bodnar     | TNK    | + 1h 26' 12" |

### Etap 9 – 10.07: Vielha e Mijaran – Ordino-Arcalís, 184,5 km
| Poz. | Zawodnik         | Zespół | Czas       |
| ---- | ---------------- | ------ | ---------- |
| 1.   | Tom Dumoulin     | GIA    | 5h 16' 24" |
| 2.   | Rui Costa        | LAM    | + 38"      |
| 3.   | Rafał Majka      | TNK    | + 38"      |
|      |                  |        |            |
| 51.  | Bartosz Huzarski | BOA    | + 15' 55"  |
| 151. | Maciej Bodnar    | TNK    | + 35' 26"  |

| Poz. | Zawodnik         | Zespół | Czas         |
| ---- | ---------------- | ------ | ------------ |
| 1.   | Chris Froome     | SKY    | 44h 36' 03"  |
| 2.   | Adam Yates       | OBE    | + 16"        |
| 3.   | Daniel Martin    | EQS    | + 19"        |
|      |                  |        |              |
| 32.  | Rafał Majka      | TNK    | + 25' 56"    |
| 52.  | Bartosz Huzarski | BOA    | + 44' 58"    |
| 180. | Maciej Bodnar    | TNK    | + 1h 55' 03" |

### Etap 10 – 12.07: Escaldes-Engordany – Revel, 197 km
| Poz. | Zawodnik             | Zespół | Czas       |
| ---- | -------------------- | ------ | ---------- |
| 1.   | Michael Matthews     | OBE    | 4h 22' 38" |
| 2.   | Peter Sagan          | TNK    | + 0"       |
| 3.   | Edvald Boasson Hagen | DDD    | + 0"       |
|      |                      |        |            |
| 94.  | Maciej Bodnar        | TNK    | + 9' 39"   |
| 150. | Rafał Majka          | TNK    | + 9' 39"   |
| 151. | Bartosz Huzarski     | BOA    | + 9' 39"   |

| Poz. | Zawodnik         | Zespół | Czas         |
| ---- | ---------------- | ------ | ------------ |
| 1.   | Chris Froome     | SKY    | 49h 08' 20"  |
| 2.   | Adam Yates       | OBE    | + 16"        |
| 3.   | Daniel Martin    | EQS    | + 19"        |
|      |                  |        |              |
| 32.  | Rafał Majka      | TNK    | + 25' 56"    |
| 53.  | Bartosz Huzarski | BOA    | + 44' 58"    |
| 178. | Maciej Bodnar    | TNK    | + 1h 55' 03" |

### Etap 11 – 13.07: Carcassonne – Montpellier, 162,5 km
| Poz. | Zawodnik         | Zespół | Czas       |
| ---- | ---------------- | ------ | ---------- |
| 1.   | Peter Sagan      | TNK    | 3h 26' 23" |
| 2.   | Chris Froome     | SKY    | + 0"       |
| 3.   | Maciej Bodnar    | TNK    | + 0"       |
|      |                  |        |            |
| 45.  | Bartosz Huzarski | BOA    | + 20"      |
| 161. | Rafał Majka      | TNK    | + 5' 39"   |

| Poz. | Zawodnik         | Zespół | Czas         |
| ---- | ---------------- | ------ | ------------ |
| 1.   | Chris Froome     | SKY    | 52h 34' 37"  |
| 2.   | Adam Yates       | OBE    | + 28"        |
| 3.   | Daniel Martin    | EQS    | + 31"        |
|      |                  |        |              |
| 34.  | Rafał Majka      | TNK    | + 31' 41"    |
| 49.  | Bartosz Huzarski | BOA    | + 45' 24"    |
| 169. | Maciej Bodnar    | TNK    | + 1h 55' 05" |

### Etap 12 – 14.07: Montpellier – Chalet Reynard, 178,0 km
| Poz. | Zawodnik         | Zespół | Czas       |
| ---- | ---------------- | ------ | ---------- |
| 1.   | Thomas De Gendt  | LTS    | 4h 31' 51" |
| 2.   | Serge Pauwels    | DDD    | + 2"       |
| 3.   | Daniel Navarro   | COF    | + 14"      |
|      |                  |        |            |
| 52.  | Bartosz Huzarski | BOA    | + 14' 33"  |
| 101. | Rafał Majka      | TNK    | + 25' 25"  |
| 170. | Maciej Bodnar    | TNK    | + 28' 24"  |

| Poz. | Zawodnik         | Zespół | Czas         |
| ---- | ---------------- | ------ | ------------ |
| 1.   | Chris Froome     | SKY    | 57h 11' 33"  |
| 2.   | Adam Yates       | OBE    | + 47"        |
| 3.   | Nairo Quintana   | MOV    | + 54"        |
|      |                  |        |              |
| 41.  | Rafał Majka      | TNK    | + 52' 01"    |
| 45.  | Bartosz Huzarski | BOA    | + 54' 52"    |
| 173. | Maciej Bodnar    | TNK    | + 2h 18' 24" |

### Etap 13 – 15.07: Bourg-Saint-Andéol – Caverne du Pont-d’Arc, 37,5 km
| Poz. | Zawodnik         | Zespół | Czas     |
| ---- | ---------------- | ------ | -------- |
| 1.   | Tom Dumoulin     | GIA    | 50' 15"  |
| 2.   | Chris Froome     | SKY    | + 1' 03" |
| 3.   | Nairo Quintana   | MOV    | + 1' 31" |
|      |                  |        |          |
| 12.  | Maciej Bodnar    | TNK    | + 2' 32" |
| 102. | Bartosz Huzarski | BOA    | + 7' 09" |
| 121. | Rafał Majka      | TNK    | + 7' 33" |

| Poz. | Zawodnik         | Zespół | Czas         |
| ---- | ---------------- | ------ | ------------ |
| 1.   | Chris Froome     | SKY    | 58h 02' 51"  |
| 2.   | Bauke Mollema    | TFS    | + 1' 47"     |
| 3.   | Adam Yates       | OBE    | + 2' 45"     |
|      |                  |        |              |
| 42.  | Rafał Majka      | TNK    | + 58' 31"    |
| 46.  | Bartosz Huzarski | BOA    | + 1h 00' 58" |
| 151. | Maciej Bodnar    | TNK    | + 2h 19' 53" |

### Etap 14 – 16.07: Montélimar – Villars-les-Dombes, 208,5 km
| Poz. | Zawodnik           | Zespół | Czas       |
| ---- | ------------------ | ------ | ---------- |
| 1.   | Mark Cavendish     | DDD    | 5h 43' 49" |
| 2.   | Alexander Kristoff | KAT    | + 0"       |
| 3.   | Peter Sagan        | TNK    | + 0"       |
|      |                    |        |            |
| 61.  | Bartosz Huzarski   | BOA    | + 0"       |
| 132. | Maciej Bodnar      | TNK    | + 30"      |
| 172. | Rafał Majka        | TNK    | + 2' 38"   |

| Poz. | Zawodnik         | Zespół | Czas         |
| ---- | ---------------- | ------ | ------------ |
| 1.   | Chris Froome     | SKY    | 63h 46' 40"  |
| 2.   | Bauke Mollema    | TFS    | + 1' 47"     |
| 3.   | Adam Yates       | OBE    | + 2' 45"     |
|      |                  |        |              |
| 41.  | Bartosz Huzarski | BOA    | + 1h 00' 58" |
| 42.  | Rafał Majka      | TNK    | + 1h 01' 09" |
| 152. | Maciej Bodnar    | TNK    | + 2h 20' 23" |

### Etap 15 – 17.07: Bourg-en-Bresse – Culoz, 160 km
| Poz. | Zawodnik          | Zespół | Czas       |
| ---- | ----------------- | ------ | ---------- |
| 1.   | Jarlinson Pantano | IAM    | 4h 24' 49" |
| 2.   | Rafał Majka       | TNK    | + 0"       |
| 3.   | Alexis Vuillermoz | ALM    | + 6"       |
|      |                   |        |            |
| 12.  | Bartosz Huzarski  | BOA    | + 2' 10"   |
| 133. | Maciej Bodnar     | TNK    | + 28' 07"  |

| Poz. | Zawodnik         | Zespół | Czas         |
| ---- | ---------------- | ------ | ------------ |
| 1.   | Chris Froome     | SKY    | 68h 14' 36"  |
| 2.   | Bauke Mollema    | TFS    | + 1' 47"     |
| 3.   | Adam Yates       | OBE    | + 2' 45"     |
|      |                  |        |              |
| 33.  | Rafał Majka      | TNK    | + 57' 56"    |
| 35.  | Bartosz Huzarski | BOA    | + 1h 00' 01" |
| 151. | Maciej Bodnar    | TNK    | + 2h 45' 23" |

### Etap 16 – 18.07: Onoz – Berno, 209 km
| Poz. | Zawodnik           | Zespół | Czas       |
| ---- | ------------------ | ------ | ---------- |
| 1.   | Peter Sagan        | TNK    | 4h 26' 02" |
| 2.   | Alexander Kristoff | KAT    | + 0"       |
| 3.   | Sondre Holst Enger | IAM    | + 0"       |
|      |                    |        |            |
| 65.  | Bartosz Huzarski   | BOA    | + 59"      |
| 137. | Rafał Majka        | TNK    | + 3' 53"   |
| 173. | Maciej Bodnar      | TNK    | + 8' 18"   |

| Poz. | Zawodnik         | Zespół | Czas         |
| ---- | ---------------- | ------ | ------------ |
| 1.   | Chris Froome     | SKY    | 72h 40' 38"  |
| 2.   | Bauke Mollema    | TFS    | + 1' 47"     |
| 3.   | Adam Yates       | OBE    | + 2' 45"     |
|      |                  |        |              |
| 33.  | Bartosz Huzarski | BOA    | + 1h 01' 00" |
| 34.  | Rafał Majka      | TNK    | + 1h 01' 49" |
| 161. | Maciej Bodnar    | TNK    | + 2h 53' 41" |

### Etap 17 – 20.07: Lyss – Finhaut, 184,5 km
| Poz. | Zawodnik          | Zespół | Czas       |
| ---- | ----------------- | ------ | ---------- |
| 1.   | Ilnur Zakarin     | KAT    | 4h 36' 33" |
| 2.   | Jarlinson Pantano | IAM    | + 55"      |
| 3.   | Rafał Majka       | TNK    | + 1' 26"   |
|      |                   |        |            |
| 60.  | Bartosz Huzarski  | BOA    | + 26' 15"  |
| 155. | Maciej Bodnar     | TNK    | + 39' 51"  |

| Poz. | Zawodnik         | Zespół | Czas         |
| ---- | ---------------- | ------ | ------------ |
| 1.   | Chris Froome     | SKY    | 77h 25' 10"  |
| 2.   | Bauke Mollema    | TFS    | + 2' 27"     |
| 3.   | Adam Yates       | OBE    | + 2' 53"     |
|      |                  |        |              |
| 29.  | Rafał Majka      | TNK    | + 55' 12"    |
| 39.  | Bartosz Huzarski | BOA    | + 1h 19' 16" |
| 161. | Maciej Bodnar    | TNK    | + 3h 25' 33" |

### Etap 18 – 21.07: Sallanches – Megève, 17 km
| Poz. | Zawodnik         | Zespół | Czas     |
| ---- | ---------------- | ------ | -------- |
| 1.   | Chris Froome     | SKY    | 30' 43"  |
| 2.   | Tom Dumoulin     | GIA    | + 21"    |
| 3.   | Fabio Aru        | AST    | + 33"    |
|      |                  |        |          |
| 67.  | Maciej Bodnar    | TNK    | + 3' 23" |
| 82.  | Rafał Majka      | TNK    | + 3' 37" |
| 108. | Bartosz Huzarski | BOA    | + 4' 18" |

| Poz. | Zawodnik         | Zespół | Czas         |
| ---- | ---------------- | ------ | ------------ |
| 1.   | Chris Froome     | SKY    | 77h 55' 53"  |
| 2.   | Bauke Mollema    | TFS    | + 3' 52"     |
| 3.   | Adam Yates       | OBE    | + 4' 16"     |
|      |                  |        |              |
| 29.  | Rafał Majka      | TNK    | + 58' 49"    |
| 39.  | Bartosz Huzarski | BOA    | + 1h 23' 34" |
| 156. | Maciej Bodnar    | TNK    | + 3h 28' 56" |

### Etap 19 – 22.07: Albertville – Saint-Gervais-les-Bains, 146 km
| Poz. | Zawodnik           | Zespół | Czas       |
| ---- | ------------------ | ------ | ---------- |
| 1.   | Romain Bardet      | ALM    | 4h 14' 08" |
| 2.   | Joaquim Rodríguez  | KAT    | + 23"      |
| 3.   | Alejandro Valverde | MOV    | + 23"      |
|      |                    |        |            |
| 27.  | Rafał Majka        | TNK    | + 6' 13"   |
| 89.  | Bartosz Huzarski   | BOA    | + 27' 38"  |
| 162. | Maciej Bodnar      | TNK    | + 31' 28"  |

| Poz. | Zawodnik         | Zespół | Czas         |
| ---- | ---------------- | ------ | ------------ |
| 1.   | Chris Froome     | SKY    | 82h 10' 37"  |
| 2.   | Romain Bardet    | ALM    | + 4' 11"     |
| 3.   | Nairo Quintana   | MOV    | + 4' 27"     |
|      |                  |        |              |
| 28.  | Rafał Majka      | TNK    | + 1h 04' 26" |
| 42.  | Bartosz Huzarski | BOA    | + 1h 50' 36" |
| 154. | Maciej Bodnar    | TNK    | + 3h 59' 48" |

### Etap 20 – 23.07: Megève – Morzine, 146,5 km
| Poz. | Zawodnik          | Zespół | Czas       |
| ---- | ----------------- | ------ | ---------- |
| 1.   | Ion Izagirre      | MOV    | 4h 06' 45" |
| 2.   | Jarlinson Pantano | IAM    | + 19"      |
| 3.   | Vincenzo Nibali   | AST    | + 42"      |
|      |                   |        |            |
| 15.  | Rafał Majka       | TNK    | + 4' 17"   |
| 35.  | Bartosz Huzarski  | BOA    | + 9' 10"   |
| 172. | Maciej Bodnar     | TNK    | + 35' 00"  |

| Poz. | Zawodnik         | Zespół | Czas         |
| ---- | ---------------- | ------ | ------------ |
| 1.   | Chris Froome     | SKY    | 86h 21' 40"  |
| 2.   | Romain Bardet    | ALM    | + 4' 05"     |
| 3.   | Nairo Quintana   | MOV    | + 4' 21"     |
|      |                  |        |              |
| 27.  | Rafał Majka      | TNK    | + 1h 04' 25" |
| 39.  | Bartosz Huzarski | BOA    | + 1h 55' 28" |
| 160. | Maciej Bodnar    | TNK    | + 4h 30' 30" |

### Etap 21 – 24.07: Chantilly – Paryż, 113 km
| Poz. | Zawodnik           | Zespół | Czas       |
| ---- | ------------------ | ------ | ---------- |
| 1.   | André Greipel      | LTS    | 2h 43' 08" |
| 2.   | Peter Sagan        | TNK    | + 0"       |
| 3.   | Alexander Kristoff | KAT    | + 0"       |
|      |                    |        |            |
| 39.  | Maciej Bodnar      | TNK    | + 0"       |
| 94.  | Rafał Majka        | TNK    | + 0"       |
| 101. | Bartosz Huzarski   | BOA    | + 0"       |

| Poz. | Zawodnik         | Zespół | Czas         |
| ---- | ---------------- | ------ | ------------ |
| 1.   | Chris Froome     | SKY    | 89h 04' 48"  |
| 2.   | Romain Bardet    | ALM    | + 4' 05"     |
| 3.   | Nairo Quintana   | MOV    | + 4' 21"     |
|      |                  |        |              |
| 27.  | Rafał Majka      | TNK    | + 1h 04' 25" |
| 39.  | Bartosz Huzarski | BOA    | + 1h 55' 28" |
| 159. | Maciej Bodnar    | TNK    | + 4h 30' 30" |

## Liderzy klasyfikacji po etapach
| Etap                 | Zwycięzca            | Klasyfikacja generalna | Klasyfikacja punktowa | Klasyfikacja górska | Klasyfikacja młodzieżowa | Klasyfikacja drużynowa | Najaktywniejszy kolarz etapu |
| -------------------- | -------------------- | ---------------------- | --------------------- | ------------------- | ------------------------ | ---------------------- | ---------------------------- |
| 1                    | Mark Cavendish       | Mark Cavendish         | Mark Cavendish        | Paul Voss           | Edward Theuns            | Lotto Soudal           | Anthony Delaplace            |
| 2                    | Peter Sagan          | Peter Sagan            | Peter Sagan           | Jasper Stuyven      | Julian Alaphilippe       | Orica–BikeExchange     | Jasper Stuyven               |
| 3                    | Mark Cavendish       | Peter Sagan            | Mark Cavendish        | Jasper Stuyven      | Julian Alaphilippe       | Orica–BikeExchange     | Thomas Voeckler              |
| 4                    | Marcel Kittel        | Peter Sagan            | Peter Sagan           | Jasper Stuyven      | Julian Alaphilippe       | Orica–BikeExchange     | Oliver Naesen                |
| 5                    | Greg Van Avermaet    | Greg Van Avermaet      | Peter Sagan           | Thomas De Gendt     | Julian Alaphilippe       | BMC Racing Team        | Thomas De Gendt              |
| 6                    | Mark Cavendish       | Greg Van Avermaet      | Mark Cavendish        | Thomas De Gendt     | Julian Alaphilippe       | BMC Racing Team        | Yukiya Arashiro              |
| 7                    | Steve Cummings       | Greg Van Avermaet      | Mark Cavendish        | Thomas De Gendt     | Adam Yates               | BMC Racing Team        | Vincenzo Nibali              |
| 8                    | Chris Froome         | Chris Froome           | Mark Cavendish        | Rafał Majka         | Adam Yates               | BMC Racing Team        | Thibaut Pinot                |
| 9                    | Tom Dumoulin         | Chris Froome           | Mark Cavendish        | Thibaut Pinot       | Adam Yates               | Movistar Team          | Tom Dumoulin                 |
| 10                   | Michael Matthews     | Chris Froome           | Peter Sagan           | Thibaut Pinot       | Adam Yates               | BMC Racing Team        | Peter Sagan                  |
| 11                   | Peter Sagan          | Chris Froome           | Peter Sagan           | Thibaut Pinot       | Adam Yates               | BMC Racing Team        | Arthur Vichot                |
| 12                   | Thomas De Gendt      | Chris Froome           | Peter Sagan           | Thomas De Gendt     | Adam Yates               | BMC Racing Team        | Thomas De Gendt              |
| 13                   | Tom Dumoulin         | Chris Froome           | Peter Sagan           | Thomas De Gendt     | Adam Yates               | BMC Racing Team        | –                            |
| 14                   | Mark Cavendish       | Chris Froome           | Peter Sagan           | Thomas De Gendt     | Adam Yates               | BMC Racing Team        | Jérémy Roy                   |
| 15                   | Jarlinson Pantano    | Chris Froome           | Peter Sagan           | Rafał Majka         | Adam Yates               | Movistar Team          | Rafał Majka                  |
| 16                   | Peter Sagan          | Chris Froome           | Peter Sagan           | Rafał Majka         | Adam Yates               | Movistar Team          | Julian Alaphilippe           |
| 17                   | Ilnur Zakarin        | Chris Froome           | Peter Sagan           | Rafał Majka         | Adam Yates               | Movistar Team          | Jarlinson Pantano            |
| 18                   | Chris Froome         | Chris Froome           | Peter Sagan           | Rafał Majka         | Adam Yates               | Movistar Team          | –                            |
| 19                   | Romain Bardet        | Chris Froome           | Peter Sagan           | Rafał Majka         | Adam Yates               | Movistar Team          | Rui Costa                    |
| 20                   | Ion Izagirre         | Chris Froome           | Peter Sagan           | Rafał Majka         | Adam Yates               | Movistar Team          | Jarlinson Pantano            |
| 21                   | André Greipel        | Chris Froome           | Peter Sagan           | Rafał Majka         | Adam Yates               | Movistar Team          | –                            |
| Klasyfikacja końcowa | Klasyfikacja końcowa | Chris Froome           | Peter Sagan           | Rafał Majka         | Adam Yates               | Movistar Team          | Peter Sagan                  |

## Klasyfikacje końcowe

### Klasyfikacja generalna
|     | Zawodnik           | Zespół             | Czas         |
| --- | ------------------ | ------------------ | ------------ |
| 1   | Chris Froome       | Team Sky           | 89h 04' 48"  |
| 2   | Romain Bardet      | Ag2r-La Mondiale   | + 4' 05"     |
| 3   | Nairo Quintana     | Movistar Team      | + 4' 21"     |
| 4   | Adam Yates         | Orica–BikeExchange | + 4' 42"     |
| 5   | Richie Porte       | BMC Racing Team    | + 5' 17"     |
| 6   | Alejandro Valverde | Movistar Team      | + 6' 16"     |
| 7   | Joaquim Rodríguez  | Team Katusha       | + 6' 58"     |
| 8   | Louis Meintjes     | Lampre-Merida      | + 6' 58"     |
| 9   | Daniel Martin      | Etixx-Quick Step   | + 7' 04"     |
| 10  | Roman Kreuziger    | Tinkoff            | + 7' 11"     |
|     |                    |                    |              |
| 28  | Rafał Majka        | Tinkoff            | + 1h 04' 25" |
| 39  | Bartosz Huzarski   | Bora-Argon 18      | + 1h 55' 28" |
| 159 | Maciej Bodnar      | Tinkoff            | + 4h 30' 30" |

|    | Zawodnik           | Zespół             | Punkty |
| -- | ------------------ | ------------------ | ------ |
| 1  | Peter Sagan        | Team Tinkoff-Saxo  | 470    |
| 2  | Marcel Kittel      | Etixx-Quick Step   | 228    |
| 3  | Michael Matthews   | Orica–BikeExchange | 199    |
| 4  | André Greipel      | Lotto Soudal       | 178    |
| 5  | Alexander Kristoff | Team Katusha       | 172    |
| 6  | Bryan Coquard      | Direct Énergie     | 156    |
| 7  | Thomas De Gendt    | Lotto Soudal       | 154    |
| 8  | Greg Van Avermaet  | BMC Racing Team    | 136    |
| 9  | Chris Froome       | Team Sky           | 131    |
| 10 | Rafał Majka        | Tinkoff            | 120    |
|    |                    |                    |        |
| 46 | Bartosz Huzarski   | Bora-Argon 18      | 37     |
| 71 | Maciej Bodnar      | Tinkoff            | 24     |

|    | Zawodnik          | Zespół              | Punkty |
| -- | ----------------- | ------------------- | ------ |
| 1  | Rafał Majka       | Tinkoff             | 209    |
| 2  | Thomas De Gendt   | Lotto Soudal        | 130    |
| 3  | Jarlinson Pantano | IAM Cycling         | 121    |
| 4  | Ilnur Zakarin     | Team Katusha        | 84     |
| 5  | Rui Costa         | Lampre-Merida       | 76     |
| 6  | Serge Pauwels     | Team Dimension Data | 62     |
| 7  | Stef Clement      | IAM Cycling         | 53     |
| 8  | Vincenzo Nibali   | Pro Team Astana     | 36     |
| 9  | Kristijan Đurasek | Lampre-Merida       | 36     |
| 10 | Thomas Voeckler   | Direct Énergie      | 33     |
|    |                   |                     |        |
| 54 | Bartosz Huzarski  | Bora-Argon 18       | 4      |

|    | Zawodnik           | Zespół                 | Czas         |
| -- | ------------------ | ---------------------- | ------------ |
| 1  | Adam Yates         | Orica–BikeExchange     | 89h 09' 30"  |
| 2  | Louis Meintjes     | Lampre-Merida          | + 2' 16"     |
| 3  | Emanuel Buchmann   | Bora-Argon 18          | + 42' 58"    |
| 4  | Warren Barguil     | Team Giant-Alpecin     | + 47' 32"    |
| 5  | Wilco Kelderman    | Team LottoNL-Jumbo     | + 1h 19' 56" |
| 6  | Julian Alaphilippe | Etixx-Quick Step       | + 1h 55' 27" |
| 7  | Jan Polanc         | Lampre-Merida          | + 2h 13' 42" |
| 8  | Eduardo Sepúlveda  | Fortuneo-Vital Concept | + 2h 23' 45" |
| 9  | Aleksiej Łucenko   | Pro Team Astana        | + 2h 37' 10" |
| 10 | Patrick Konrad     | Bora-Argon 18          | + 2h 41' 50" |

|    | Zespół           | Czas         |
| -- | ---------------- | ------------ |
| 1  | Movistar Team    | 267h 20' 45" |
| 2  | Team Sky         | + 8' 14"     |
| 3  | BMC Racing Team  | + 48' 11"    |
| 4  | Ag2r-La Mondiale | + 56' 50"    |
| 5  | Pro Team Astana  | + 1h 16' 58" |
| 6  | Tinkoff          | + 1h 52' 23" |
| 7  | Trek-Segafredo   | + 2h 00' 16" |
| 8  | IAM Cycling      | + 2h 10' 03" |
| 9  | Team Katusha     | + 2h 29' 13" |
| 10 | Lampre-Merida    | + 2h 35' 18" |